# Berwick, Nova Scotia
Berwick är en ort i Kanada.   Den ligger i provinsen Nova Scotia, i den sydöstra delen av landet, 900 km öster om huvudstaden Ottawa. Berwick ligger 33 meter över havet och antalet invånare var 2 509 2016.
Terrängen runt Berwick är kuperad västerut, men österut är den platt. Närmaste större samhälle är Greenwood, 17,8 km sydväst om Berwick. 
Omgivningarna runt Berwick är en mosaik av jordbruksmark och naturlig växtlighet. Runt Berwick är det ganska glesbefolkat, med 23 invånare per kvadratkilometer.